# Марджани, Шигабутдин
Шигабутдин Марджани (стт. شهاب الدين المرجانی, Шигабутдин бин Багаутдин аль-Казани аль-Марджани, тат. Шиһабетдин Мәрҗани; 1818—1889) — татарский мусульманский богослов, просветитель. Марджани также известен как этнограф, археограф, востоковед и педагог. Согласно Мурату Рамзи, является крупнейшим татарским историком своего времени.

## Биография
Шихабутдин Марджани родился 16 января 1818 года в селе Ябынчи, нынешнего Атнинского района Республики Татарстан.
Образование получил в медресе деревни Ташкичу Казанского уезда (нынешнего Арского района Республики Татарстан), Бухаре и Самарканде.
В семнадцатилетнем возрасте он начинает преподавать в медресе и, будучи неудовлетворённым учебником морфологии персидского языка, составляет свой. В 1838 году Марджани отправляется в Бухару для продолжения образования, а затем переезжает в Самарканд.
В 1848 году, после одиннадцатилетнего отсутствия, с новым багажом знаний Марджани возвращается на родину и в марте 1850 года назначается имамом-мударрисом 1-й Казанской мечети.
В 1867 году Оренбургское магометанское духовное собрание назначило Марджани на должность ахуна и мухтасиба Казани, что явилось несомненным признанием его деятельности со стороны руководства мусульман. С официальными светскими властями у Марджани также устанавливаются позитивные контакты. Он выполняет отдельные поручения казанской губернской власти: следит за изданием текста Корана в казанской типографии; организует сбор денег для кавказских народов, пострадавших от землетрясения; составляет отчёты о рождении, бракосочетании и смерти мусульман для государственных учреждений; участвует в судебных заседаниях при произнесении клятв мусульманами. Со временем имя Марджани становится известным далеко за пределами Казани: в 1870 году выходит в свет его книга «Назратуль-хакк», с новыми для того времени и его родной среды религиозно-реформаторскими идеями, принёсшая автору широкую известность не только на родине, но и на всём мусульманском Востоке.
Шигабутдин Марджани похоронен на Ново-Татарском кладбище в Казани.

## Творчество

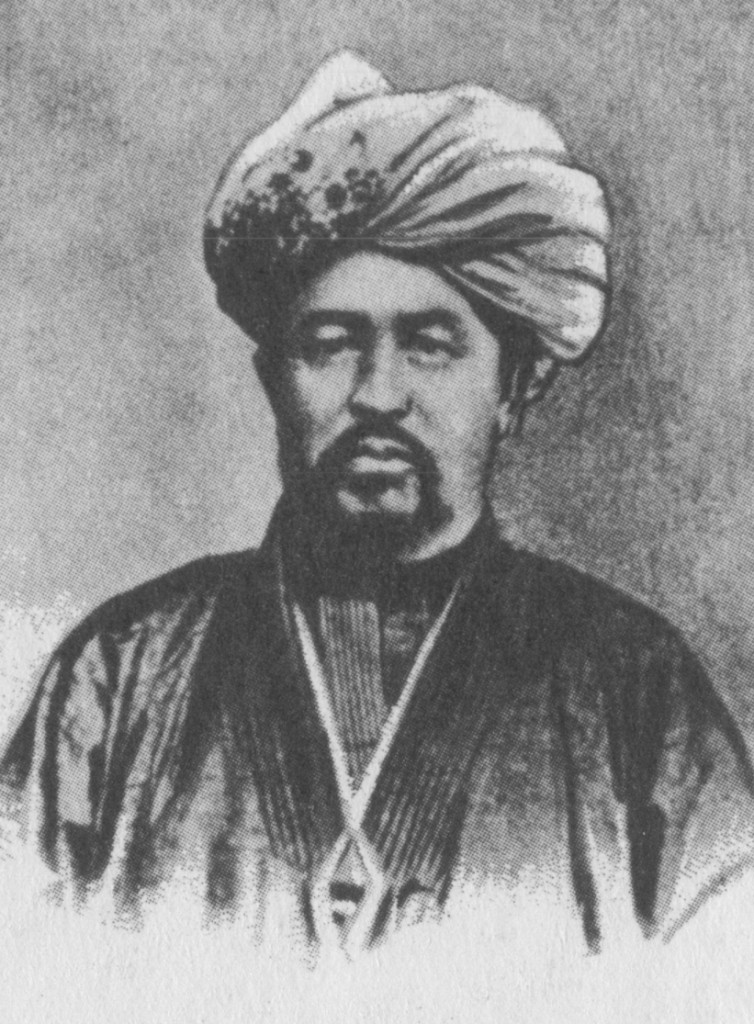
Шигабутдин Марджани. Середина XIX века

Просветительские идеи Марджани охватывают самые различные стороны обновления общественной жизни татарского народа, включая в себя мысли о необходимости получения татарским населением светского образования, усвоения прогрессивного наследия прошлого (античной, арабской мысли) и настоящего (русской и западноевропейской культур). Учёного заботили и вопросы воспитания национального самосознания татарского народа, беспокоили его благосостояние, социально-экономическое и политическое положение. Считая просвещение самым мощным орудием прогресса, учёный пытался вызволить свой народ из «спячки». Учёный стремился ответить на многие вопросы, которые поднимало развивающееся по буржуазному пути татарское общество: «обновить веру», «открыть врата» иджтихада (самостоятельного суждения в исламе), поднять социально-политический и культурный уровень татарского народа, приобщить его к современной цивилизации. Религиозные взгляды Марджани проявляются в критике вопросов каляма (направление в исламской теологии) и критики таклида (слепого следования мусульманским авторитетам). Необходимы были реформа медресе, преобразование преподавания. Многие считают Марджани предвестником джадидского движения в России. Именно он заложил его основы — реформу преподавания в медресе, способствовавшую усвоению татарским народом передовых достижений мировой культуры и науки. Марджани написал более 30 произведений, большая часть которых была издана в основном на арабском языке. Не все произведения, написанные учёным, увидели свет. Многие до сих пор ещё не обнаружены. Высокий уровень религиозных знаний Марджани, его деятельность в качестве педагога, религиозного деятеля, историка, просветителя, останутся заметным явлением в отечественной истории.

## Память

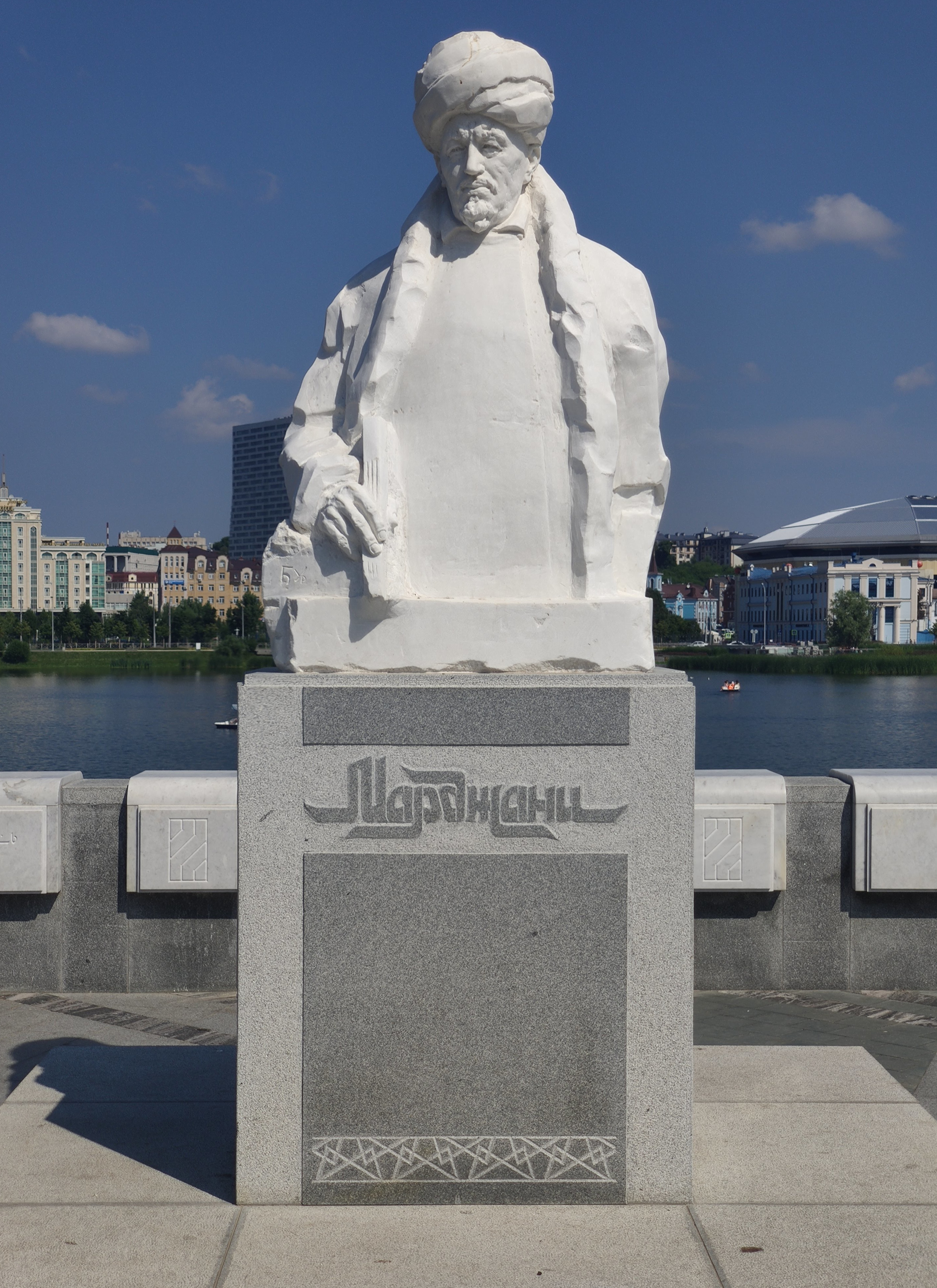
Памятник на набережной озера Кабан

- В 2002 году Институту истории Академии наук Республики Татарстан присвоено имя Шигабутдина Марджани — «Институт истории им. Ш. Марджани АН РТ».
- Именем Шигабутдина Марджани назван издательский дом, специализирующийся на выпуске литературы по исламоведению.
- Его имя носит улица в Вахитовском районе Казани, Правобережном районе Магнитогорска, г. Елабуга, а также в г. Альметьевск.
- Именем Шигабутдина Марджани названа Соборная мечеть в Казани.
- Памятник на набережной озера Кабан в Казани[7]/
- Коморгузинская средняя общеобразовательная школа Атнинского района Республики Татарстан носит имя Шигабутдина Марджани.
- С 1992 года МБОУ «Татарская гимназия № 2 при КФУ» города Казани носит имя Шигабутдина Марджани.

## Произведения
- «Хакк аль-ма’рифа ва хусн аль-идрак» («Истина познания и красота её постижения», 1880) — сочинение о мусульманском праве, в котором учёный излагает также свои социально-политические взгляды;
- «Мустафад аль-ахбар фи ахваль Казан ва Булгар» («Кладезь сведений о делах Казани и Булгара», 1885) — исторический труд о Волжской Булгарии и Казанском ханстве;
- «Китаб аль-хикма аль-балига аль-джинния фи шарх аль-акаид аль-ханафия» («Книга о вероучении ханафи», 1888) — сочинение, в котором Марджани излагает свои религиозно-философские взгляды;
- «Бит-тарикат аль-мусла ва аль-акидат аль-хусна» («Достойным подражания путём и наилучшим убеждением», 1890) — труд, изданный после смерти Марджани, о некоторых проблемах логики и познания.